# بيلة درق (سرعين)
بيلة درق (بالإنجليزية: Bilah Daraq)‏ هي قرية تقع في إيران في البلدة المركزية. يقدر عدد سكانها بـ 492 نسمة .